# Hispomorpha horrida
Hispomorpha horrida är en skalbaggsart som beskrevs av Newman 1842. Hispomorpha horrida ingår i släktet Hispomorpha och familjen långhorningar.
Artens utbredningsområde är Filippinerna. Inga underarter finns listade i Catalogue of Life.